# 더 비스트 (롤러코스터)
더 비스트(영어: The Beast→야수)는 미국 오하이오주 메이슨의 놀이공원 킹스 아일랜드에 있는 목제 롤러코스터이다. 1979년 4월 14일에 개장했으며, 세계의 목제 롤러코스터 중 길이가 가장 길다.

## 같이 보기
- 선 오브 비스트